# 엘레나 파브리치
엘레나 파브리치(Elena Fabrizi, 1915년 6월 17일 ~ 1993년 8월 9일)는 이탈리아의 배우이다.

## 출연 작품
- 사랑과 우정의 세월 (1982)
- 로프 포 조이 (1960)